# Вашингтон (округ, Вірджинія)
Шаблон:StateAbbr_ 36°43′ пн. ш. 81°58′ зх. д. / 36.72° пн. ш. 81.96° зх. д.
Округ  Вашингтон (англ. Washington County) — округ (графство) у штаті  Вірджинія, США. Ідентифікатор округу 51191.

## Історія
Округ утворений 1776 року.

## Демографія
За даними перепису 2000 року загальне населення округу становило 51103 осіб, зокрема міського населення було 15480, а сільського — 35623. Серед мешканців округу чоловіків було 24789, а жінок — 26314. В окрузі було 21056 домогосподарств, 14949 родин, які мешкали в 22985 будинках. Середній розмір родини становив 2,84.
Віковий розподіл населення поданий у таблиці:
| Стать    | До 15 років | 15-21 | 22-29 | 30-39 | 40-49 | 50-65 | 65-85 | Понад 85 |
| -------- | ----------- | ----- | ----- | ----- | ----- | ----- | ----- | -------- |
| Чоловіки | 4420        | 2371  | 2406  | 3556  | 3993  | 4799  | 3010  | 234      |
| Жінки    | 4271        | 2298  | 2376  | 3606  | 4162  | 5011  | 4002  | 588      |

## Суміжні округи
- Сміт — північний схід
- Грейсон — схід, південний схід
- Джонсон, Теннессі — південь, південний схід
- Салліван, Теннессі — південний захід
- Бристоль — південний захід
- Скотт — захід
- Расселл — північний захід

## Виноски
1. ↑  U.S. Decennial Census. United States Census Bureau. Архів оригіналу за 19 липня 2018. Процитовано 5 січня 2014.
2. ↑  Historical Census Browser. University of Virginia Library. Архів оригіналу за 11 серпня 2012. Процитовано 5 січня 2014.
3. ↑  Population of Counties by Decennial Census: 1900 to 1990. United States Census Bureau. Архів оригіналу за 15 грудня 2013. Процитовано 5 січня 2014.
4. ↑  Census 2000 PHC-T-4. Ranking Tables for Counties: 1990 and 2000 (PDF). United States Census Bureau. Архів оригіналу (PDF) за 18 грудня 2014. Процитовано 5 січня 2014.
5. ↑  State & County QuickFacts. United States Census Bureau. Архів оригіналу за 29 грудня 2015. Процитовано 5 січня 2014.(англ.) Наведено за англійською вікіпедією.
6. ↑  American FactFinder. Бюро перепису населення США. Архів оригіналу за 26 лютого 2012. Процитовано 31 січня 2008.

| США | Це незавершена стаття з географії США. Ви можете допомогти проєкту, виправивши або дописавши її. |